# 赤城温泉郷
赤城温泉郷（あかぎおんせんきょう）は群馬県の赤城山の南麓にある温泉の総称である。

## 概要
赤城山（標高1827.6メートル）の南斜面の中腹、群馬県道16号大胡赤城線周辺の標高900メートルから700メートル付近に温泉地が点在する。荒砥川沿いには赤城温泉、忠治温泉、粕川沿いには滝沢温泉がある。
これに赤城高原を加える場合もある。4温泉地を総称して「赤城南麓の宿」という場合もある。
確かな記録があるものとしては元禄時代の「湯之澤温泉」（湯之沢温泉）をルーツとし、これが赤城温泉に改称した。ほかの3温泉は近代以降の開湯である。
国定忠治や大前田英五郎にゆかりがあるとされており、特に夏季の納涼と冬季の湯治の利用客が多い。また、赤城山への登山基地としても利用されている。山菜料理や川魚料理が名物とされる。

## 歴史

### 開湯
温泉の起源についてはさまざまな伝承があり、不明である。
はっきりした史料によるものとしては、前橋藩主の藩主酒井忠挙（在位：1681-1707）による書状に言及がある。この書状は元禄2年（1689年）の検地に伴うものと推定されており、「苗ヶ島村」（現在の前橋市苗ヶ島町）地内の温泉地の利用者が増えてきたため湯小屋を設営させたとある。この記録では、湯坪1、湯小屋1が確認できるほか、後述の元禄5年（1692年）の記録では7軒の湯坪があるとされている。
この記録よりも早くから温泉が利用されていたことを示す史料として、元禄5年（1692年）の三夜沢赤城神社による訴状がある。この訴えによると、以前は温泉は三夜沢赤城神社の神領内とされており、温泉明神を祀って温泉は神社が管理していたという。入湯客の増加により神域が荒らされたためにいったん温泉を閉鎖したが、貞享元年（1684年）に温泉を再開した。こうした経緯により、三夜沢赤城神社側は温泉の権利を主張したのだが、元禄2年（1689年）の検地によって温泉地は苗ヶ島村に属するものと定められているとされ、神社側の主張は退けられた。
これらとは別に、守護仏には応仁元年（1467年）の作と銘された守護仏が赤城温泉に伝わる。豊城入彦命が温泉を発見したとする伝承がある。また、赤城温泉観光協同組合によると、奈良時代の文献に「赤城山に霊泉あり、傷病の禽獣集まる」という記述があるほか、鎌倉時代末期の武将新田義貞（1300?-1338）が利用したとの伝承もある。

### 発展
江戸時代、前橋藩では三夜沢赤城神社を参詣していた。天保期の記録では、その際に湯汲みの神事も行っていたと推測されている。
元禄期以降の史料からは、温泉を管理する湯守の変遷をうかがい知ることができる。
- 元禄05年（1692年） - 湯小屋主6、湯坪は6つに小切りした。（元禄7年（1694年）の史料）[8]
- 元禄08年（1695年） - 湯元3、湯小屋11軒。抽選で11名の小屋主に配分した。（元禄8年（1695年）の史料）[8]
- 宝永04年（1707年） - 「神の湯」を時間制で5分割し、5名の小屋主に分配[8]。

幕末には湯本が2軒になっていたとあり、明治2年（1869年）の資料では飲食店などがあったことを記録している。さらに明治10年（1877年）には逆旅（宿屋）85戸があり、2500人ほどの客があったとされている。
昭和14年（1939年）には湯之沢温泉（赤城温泉）から約2キロメートル下流に忠治温泉が開湯した。

## 赤城温泉郷の各温泉

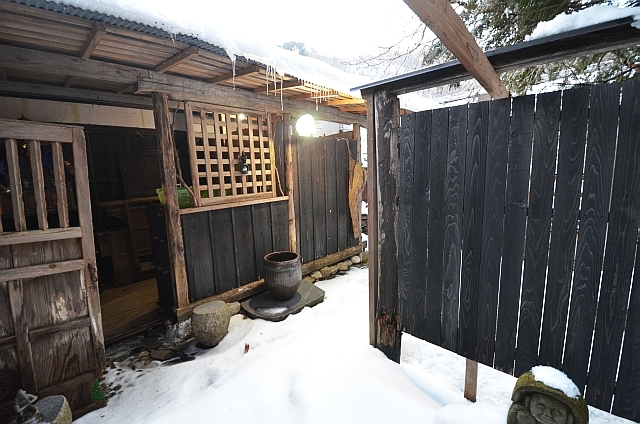
閑静な山間に数軒の温泉宿が散在し、素朴で静養や湯治に向くとされる。

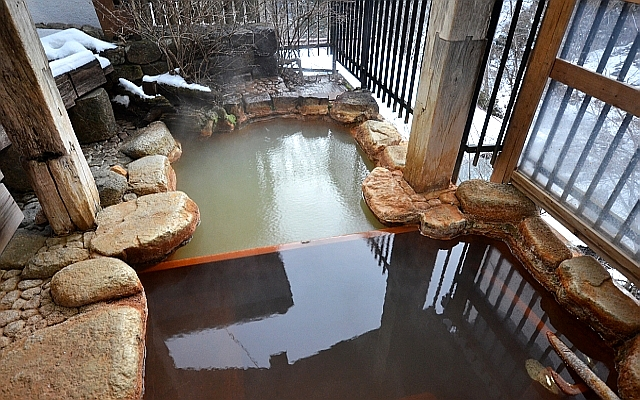
赤城温泉。湧出まもない時点では無色透明（写真手前側）だが、空気に触れると酸化して緑黄色を帯びたにごり湯となる（写真奥側）。

### 赤城温泉
江戸時代の「湯之沢温泉」が改称したのが赤城温泉である。元禄13年（1700年）創業の「あづまや」を前身とする宿泊施設が数軒ある。荒砥川の谷沿いの標高850メートル前後の位置に、2018年現在、3軒の宿泊施設が営業している。
源泉はボーリングによる地下180メートルに位置する。湧出量は毎分210リットル（1979年現在）。源泉の湯温は摂氏44度。
古くは「鉄鉱泉」（鐵鑛泉）とされていた。温泉法に基づく泉質は下記の通り。
- 旧泉質名 - 含芒硝重曹泉[8]（含芒硝重曹鉄泉[9]）
- 新泉質名 - カルシウム・ナトリウム・マグネシウム-炭酸水素塩温泉[4]

効能としては、胃腸病・神経痛・リウマチ・高血圧や、外傷・手術後の療養などに効果があるとしている。

1904年（明治37年）に与謝野鉄幹、高村光太郎らが赤城山の帰路に訪れて宿泊している。

### 忠治温泉
忠治温泉は1939年（昭和14年）の創業。赤城温泉よりも約2キロメートル下流に位置し、標高は約700メートル。荒砥川に懸かる「朝日の滝」を景物としている。2018年現在、営業中の宿泊施設は1軒。「忠治」の名は、逃亡中の国定忠治がこの地域に隠れ住んだことに由来するという。
源泉は摂氏38度。
泉質は下記の通り。
- 旧泉質名 - 炭酸泉[3]
- 新泉質名 - カルシウム・ナトリウム・マグネシウム-炭酸水素塩温泉[4]

### 滝沢温泉
滝沢温泉は、1895年（明治25年）の創業。忠治温泉から400メートルほど東にあり、粕川沿いに位置している。
古くは「鉄鉱泉」（鐵鑛泉）とされていた。温泉法に基づく泉質は下記の通り。
- 新泉質名 - カルシウム・ナトリウム・マグネシウム-炭酸水素塩冷鉱泉[4]

### 赤城高原
赤城高原は標高430メートルほどに位置している。国道353号（旧赤城南面道路）に面し、宿が1軒ある。